# Nhật thực 30 tháng 4, 2022
| ←4 tháng 12, 2021 | 25 tháng 10, 2022 → |
| ----------------- | ------------------- |

Nhật thực một phần xảy ra vào ngày 30 tháng 4 năm 2022. Nhật thực xảy ra khi Mặt Trăng đi qua giữa Trái Đất và Mặt Trời, do đó che khuất hoàn toàn hoặc một phần hình ảnh của Mặt Trời đối với người xem trên Trái Đất. Nhật thực một phần xảy ra ở các vùng cực của Trái Đất khi tâm của bóng Mặt Trăng trượt khỏi Trái Đất.

## Hình ảnh
Đường đi dẫn đến

## Các nhật thực khác

### Những sự kiện thiên văn kỳ thú xảy ra vào năm 2022
- Nguyệt thực toàn phần ngày 16 tháng 5.
- Nhật thực một phần vào ngày 25 tháng 10.
- Nguyệt thực toàn phần vào ngày 8 tháng 11.

### Nhật thực năm 2022–2025
Mỗi một lượt trong chuỗi chu kỳ nhật thực lặp lại sau khoảng 177 ngày và 4 giờ (một chu kỳ) tại các giao điểm xen kẽ của quỹ đạo Mặt Trăng.
| Nhật thực từ năm 2022 đến 2025 | Nhật thực từ năm 2022 đến 2025 | Nhật thực từ năm 2022 đến 2025 | Nhật thực từ năm 2022 đến 2025 | Nhật thực từ năm 2022 đến 2025 | Nhật thực từ năm 2022 đến 2025 |
| ------------------------------ | ------------------------------ | ------------------------------ | ------------------------------ | ------------------------------ | ------------------------------ |
| Điểm nút giảm                  | Điểm nút giảm                  |                                | Điểm nút tăng                  | Điểm nút tăng                  |                                |
| 119                            | 30 tháng 4, 2022 Một phần      | 124                            | 25 tháng 10, 2022 Một phần     |                                |                                |
| 129                            | 20 tháng 4, 2023 Hybrid        | 134                            | 14 tháng 10, 2023 Hình khuyên  |                                |                                |
| 139                            | 8 tháng 4, 2024 Toàn phần      | 144                            | 2 tháng 10, 2024 Hình khuyên   |                                |                                |
| 149                            | 29 tháng 3, 2025 Một phần      | 154                            | 21 tháng 9, 2025 Một phần      |                                |                                |